# Ronnie Barker
Ronald William George Barker (Bedford, Anglia, 1929. szeptember 25. – Adderbury, Anglia, 2005. október 3.) brit színész, előadóművész, humorista, író, üzletember.
Olyan brit televíziós vígjátéksorozatairól ismert, mint a Two Ronnies és a The Frost Report.

## Élete és pályafutása
1963-ban találkozott a későbbi Two Ronnies másik Ronnie-jával, Ronnie Corbett-el. David Frost, Frost-jelentés műsora legismertebb jelenetének egyik szereplője, mely a brit társadalmi osztályrendszert figurázza ki, John Cleese-zel és Ronnie Corbett-tel.
A Two Ronnies (Két Ronnie) című show 1971-ben hatalmas sikert aratott, melyet 12 évad követett, egészen 1987-ig. Gerald Wiley álnéven műsoraik nagyjából háromnegyed részét ő írta. A műsor többek között humoros jelenetekből, dalokból, monológokból és paródiákból áll. A show nemzeti intézménnyé vált, 15-20 millióan nézték rendszeresen Anglia-szerte az összesen 93 epizódot.
Színházakban is rendszeresen játszott, valamint szituációs komédiákban is szerepelt.
1987-ben, 58 éves korában gyakorlatilag a csúcson hagyta abba a szakmát és ment nyugdíjba. Régiségüzletet nyitott Oxfordshire-ben, de közben darabokat is írt. 1999-ben a Two Ronnies újra egyesült. Régi jeleneteikből állítottak össze műsorokat, új jelenetekkel tarkítva.
2005-ben szívelégtelenségben hunyt el.
Magyarországon a többször is bemutatott Üdvözlet a tengerpartról és a Piknik című némafilmekből ismert. A magyar változatban Körmendi János és Gálvölgyi János által játszott Optikus-jelenet is az ő nevükhöz fűződik.

## Magánélete
Felesége Joy Tubb volt. Két fiuk Larry (1959) és Adam (1968) és egy lányuk Charlotte (1962) született, aki színésznő lett.

## Filmjei
- Túlélők háza (2003)
- Churchill – A brit oroszlán (2002)
- Üdvözlet a tengerpartról (1982)
- Piknik (1976)
- Robin és Marian (1976)

## Díjak, elismerések
- BAFTA-díj (Könnyű szórakoztatás: 1971), (Könnyű szórakoztatás: 1975 (2 díj)), (Könnyű szórakoztatás: 1977), (Könnyű szórakoztatás: 1978), (Életműdíj: 2004)
- Brit Birodalom Érdemrendje Tisztikereszt (1978)